# Dla ciebie
Dla ciebie – siedemnasty singel Myslovitz (czwarty z albumu Miłość w czasach popkultury), wydany w październiku 2000. Reżyserem teledysku do piosenki jest polski reżyser Janusz Kamiński.

## Lista utworów
- "Dla Ciebie"  (3:44)
- "Dla Ciebie" (live)  (3:34)
- "Książka z drogą w tytule" (live)  (3:48)